# فلیپه کالدرون
فلیپه ده خسوس کالدرون اینوخوسا (به اسپانیایی: Felipe de Jesús Calderón Hinojosa) (زاده ۱۸ اوت ۱۹۶۲) یک سیاست‌مدار محافظه‌کار مکزیکی است که به عنوان رئیس‌جمهور مکزیک از ۱ دسامبر ۲۰۰۶ تا ۳۰ نوامبر ۲۰۱۲ میلادی در دفتر ریاست جمهوری مکزیک مشغول به کار بود. وی همچنین بین سال‌های ۲۰۰۳ تا ۲۰۰۴ وزیر انرژی مکزیک بوده است.